# Xanadux
Xanadux es un proyecto para portar Linux a HTC Wallaby (también conocida como XDA, MDA, SX-56, Qtek 1010, etc.). Los miembros del proyecto también esperan hacerlo con la HTC Himalaya (XDA II, MDA II, Qtek 2020, etc.) , y también a otras PDA de HTC.
El objetivo del proyecto es también producir un Linux para estos dispositivos.
Los teléfonos de HTC son los más cercanos a conseguir una plataforma que funcione en Linux que cualquier otra plataforma de PDA.[cita requerida]